# Henri Delaunay
Pour les articles homonymes, voir Delaunay.
Henri Delaunay, né le 19 novembre 1883 à Paris (XVIe) et mort le 10 novembre 1955 à Ville-d'Avray (Seine-et-Oise), est un dirigeant sportif français à l'origine de la pratique du football en France. 
Secrétaire général de la Fédération gymnastique et sportive des patronages de France (FGSPF) de 1915 à 1919, il y poursuit l'action de Charles Simon après la disparition tragique de celui-ci lors de la Première Guerre mondiale et, avec Jules Rimet, fonde en 1919 la Fédération française de football association (FFFA).
Son action s'étend rapidement au domaine international. Il est membre de la Fédération internationale de football association (FIFA) et secrétaire général de l'Union des associations européennes de football (UEFA) en 1954. Durant sa carrière, il participe à la création de la Coupe du monde de football, de la Coupe d'Europe des clubs champions et du Championnat d'Europe de football qui ne voit le jour qu'après sa mort.

## Biographie
Henri Auguste Delaunay naît à Paris le 19 novembre 1883. Il est le fils de Joseph Delaunay et Clémence Marie Julie Caudry.
Henri Delaunay se marie une première fois le 28 septembre 1912 à Jouy-en-Josas avec Colombe Félicité Lepeltier. Il se remarie le 27 juin 1918 à Paris (VIe) avec Yvonne Mauricette Meignier.
Footballeur du patronage paroissial de l'Étoile des deux lacs durant sa jeunesse bourgeoise, Henri Delaunay en devient secrétaire général à vingt ans puis président à seulement 24 ans ou 26 ans ou en 1905, en succédant à Charles Simon. Il devient ensuite arbitre durant quelques mois mais cesse cette carrière à la suite d'un accident au cours d'un match opposant l’Association football de la Garenne-Colombes et l’ES Bienfaisance. Lors de celle-ci, il avale son sifflet et se casse deux dents après avoir reçu un violent tir en plein visage sur un coup franc.  
Admiratif du football britannique et parfaitement bilingue, Delaunay assiste à sa première finale de la Coupe d'Angleterre de football (FA Cup) en 1902. 

### Secrétaire duCFIet de laFGSPF
Jeune dirigeant de l'Étoile des deux lacs, Henri Delaunay est sollicité pour entamer sa carrière de dirigeant nationale en secondant Charles Simon au Comité français interfédéral (CFI). Delaunay assume le secrétariat dès le 22 octobre 1908,. À ce poste, il pousse pour la création de la Coupe de France après avoir assisté à une finale de la Cup en Angleterre.
En 1914, à la mobilisation pour la Première Guerre mondiale de Charles Simon, Delaunay le remplace dans ses fonctions de secrétaire général à la Fédération gymnastique et sportive des patronages de France (FGSPF), où il seconde Paul Michaux tout en assumant largement l'administration du CFI. Henri Delaunay est officialisé dans ses fonctions à la FGSPF le 26 juillet 1916, à la suite du décès de Charles Simon au champ d'honneur. Il laisse sa place à la FGSPF à Armand Thibaudeau le 1er octobre 1919.

### À l’initiative des plus grandes compétitions de football

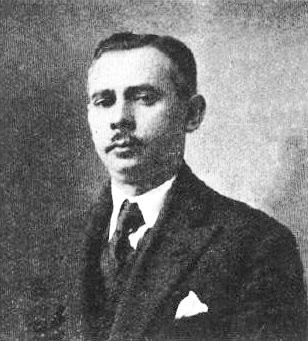
Henri Delaunay
en 1924.

Le 5 janvier 1917, avec Paul Michaux et Jules Rimet, Delaunay contribue largement[Comment ?] à la création de la Coupe de France de football initialement dédiée à Charles Simon. Quand le Comité français interfédéral se transforme en Fédération française de football association (FFFA), le 7 avril 1919, Henri Delaunay en devient le premier secrétaire général. 

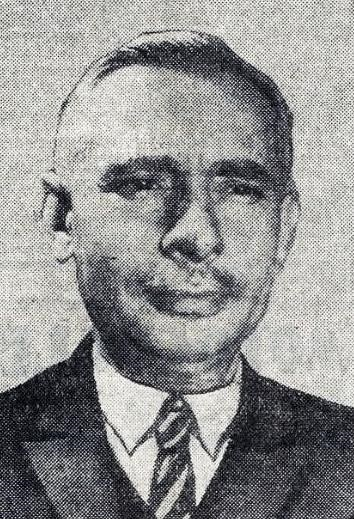
Henri Delaunay en 1935.

En 1920, la Fédération internationale de football association (FIFA) le sollicite pour siéger au sein de sa commission consultative sur les Lois du jeu. Membre dirigeant de la FIFA, il propose au président de l'organisation, son compatriote Jules Rimet, l'idée d'organiser « un tournoi planétaire du ballon rond », la Coupe du monde de football,. Au Congrès 1928 de la FIFA, à Amsterdam, il contribue à l’adoption d’une résolution déterminante, « organiser une compétition ouverte aux équipes représentatives de toutes les associations nationales affiliées ». Delaunay siège au Board en qualité de délégué de 1924 à 1928. La première édition de la Coupe du monde se déroule en 1930 en Uruguay. 
Voyant l'influence du continent européen au sein de la FIFA décroître face aux Sud-américains, Henri Delaunay se préoccupe de créer une instance européenne de football, démarche autorisée par l'organisation mondiale à partir de 1953. Delaunay est secrétaire général de l'Union des associations européennes de football (UEFA) à sa création le 15 juin 1954, lors de la Coupe du monde en Suisse. Il reste investit à la FFF qui partage ses locaux avec la nouvelle UEFA.
Dès les années 1920, il est aussi un des premiers à proposer la création d'une Coupe d'Europe des clubs qui ne voit le jour qu'en 1955 sous la pression du journal L'Équipe.

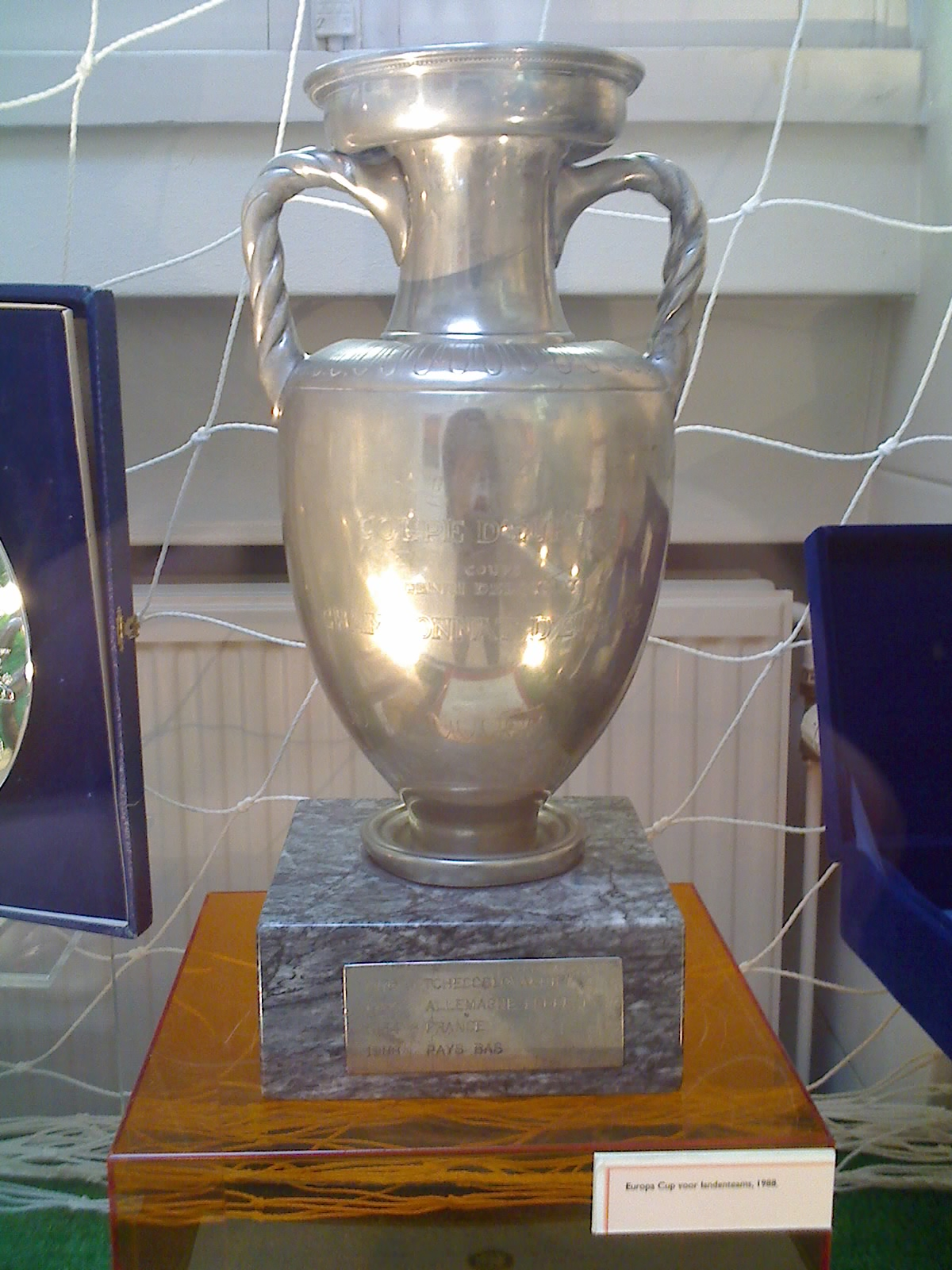
Le trophée Henri Delaunay initial.

Proposant cette idée dès 1927, Delaunay est largement impliqué dans la création du Championnat d'Europe des nations de football, afin de développer l’identité et l’attrait du football des équipes nationales. Il faut trente ans pour que le rêve du Français d’une compétition pour équipes nationales européennes se réalise. La première édition de la Coupe d'Europe des nations se déroule entre 1958 et 1960, après sa disparition et le trophée est baptisé Coupe Henri Delaunay en son hommage. Une nouvelle version du trophée créée en 2008 conserve le nom d'Henri Delaunay.

## Rôles successifs et compétitions créées
| Période   | Local                                                                                      | National                                | Continental                      | Mondial |
| --------- | ------------------------------------------------------------------------------------------ | --------------------------------------- | -------------------------------- | --- |
| 1903-?    | secrétaire général à vingt ans puis président à 24 ans ou 26 ans de l'Étoile des deux lacs | /                                       | /                                | / |
| 1908-1914 | /                                                                                          | secrétaire général du CFI               | /                                | / |
| 1914-1919 | /                                                                                          | secrétaire général du CFI et à la FGSPF | /                                | / |
| 1919-1920 |                                                                                            | 1er secrétaire général de la FFFA       | /                                | / |
| 1920-?    |                                                                                            | 1er secrétaire général de la FFFA       | /                                | membre de la commission consultative sur les Lois du jeu et du Board de la FIFA en tant que délégué[Quoi ?] |
| 1954-1955 |                                                                                            | 1er secrétaire général de la FFFA       | 1er secrétaire général de l'UEFA | |

Henri Delaunay participe à la création des compétitions de football suivantes à des degrés différents :
- 1916 : Coupe de France.
- 1930 : Coupe du monde.
- 1955 : Coupe d'Europe des clubs champions.
- 1960 (post mortem) : Championnat d'Europe des nations.

## Mort
Henri Delaunay meurt le 10 novembre 1955 à Ville-d'Avray d'une maladie incurable. Il est remplacé à l'UEFA par son fils, Pierre Delaunay.

## Distinctions

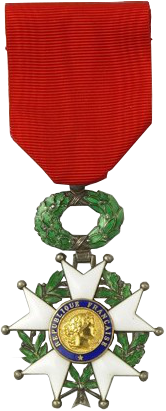
Chevalier de la Légion d'Honneur

Henri Delaunay est nommé chevalier de la Légion d'honneur par décret du 21 octobre 1927 en tant que secrétaire général de la Fédération française de football association.
Henri Delaunay est promu Gloire du sport en 2005.